# Gustav Kinn

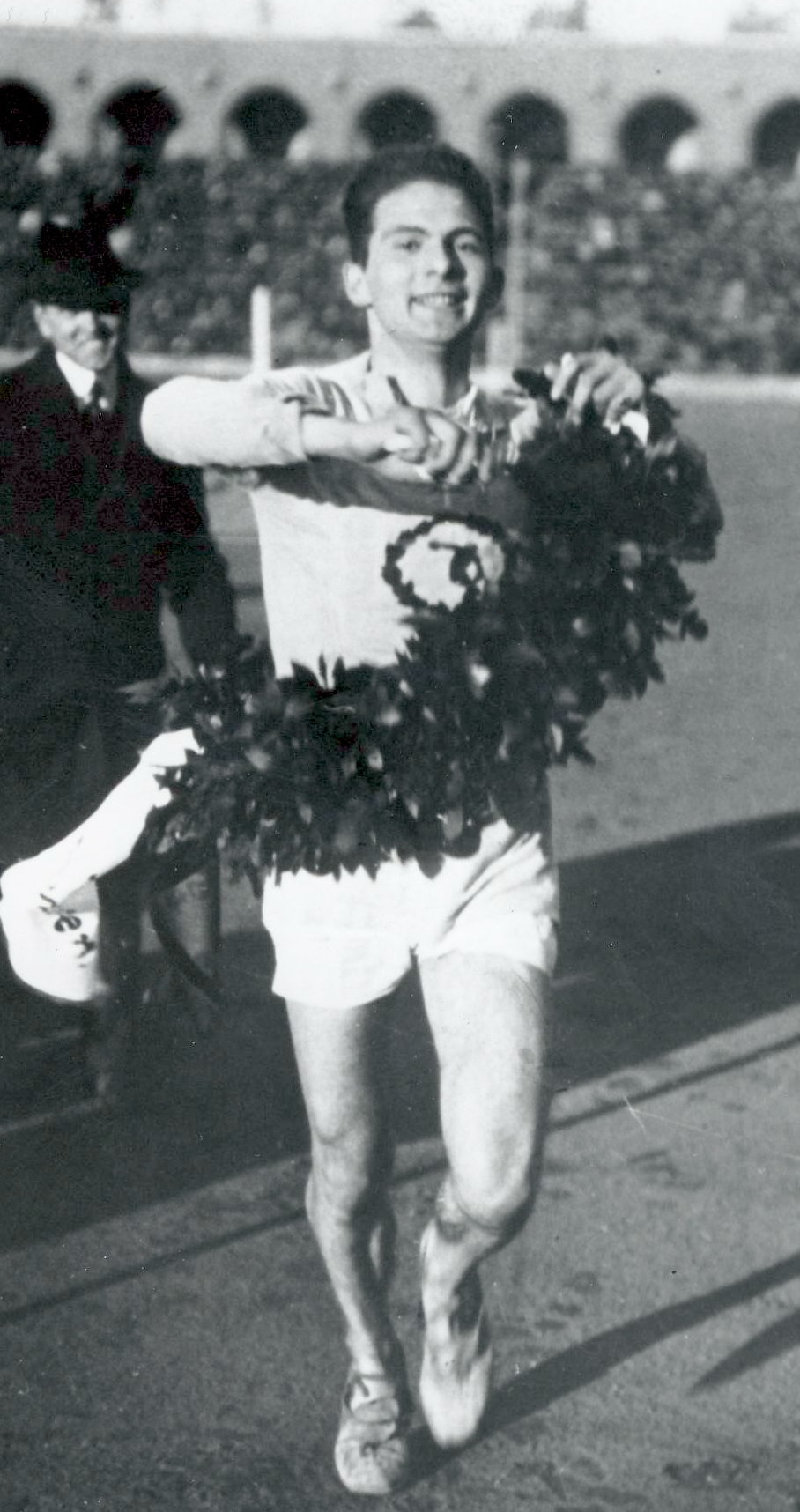
Gustav Kinn

Gustav Kinn (Gustav Richard Kinn; * 10. Juni 1895 in By, Avesta; † 31. Oktober 1978 in Älvkarleby) war ein schwedischer Marathonläufer.
1917, 1919 und 1920 wurde er Schwedischer Meister. Bei den Olympischen Spielen 1920 in Antwerpen kam er in 2:49:11 h auf den 17. Platz.
1921 wurde er Zweiter beim Polytechnic Marathon und verteidigte ebenso wie 1922 seinen nationalen Titel. 1924 wurde er bei den Olympischen Spielen in Paris Achter in 2:54:34 h und zum sechsten Mal Schwedischer Meister. Weitere Titel folgten 1925, 1926, 1928 und 1929.
Bei den Olympischen Spielen 1928 in Amsterdam belegte er mit seiner persönlichen Bestzeit von 2:47:35 h den 25. Platz.